# Proctophyllodes acanthicaulus
Proctophyllodes acanthicaulus är en spindeldjursart som beskrevs av Jean Gaud och Mouchet 1957. Proctophyllodes acanthicaulus ingår i släktet Proctophyllodes, och familjen Proctophyllodidae. Arten är reproducerande i Sverige.